# Ferdinand Bonaventura I von Harrach
Ferdinand Bonaventura I von Harrach (14 luglio 1637 – Karlovy Vary, 15 giugno 1706) è stato un nobile, diplomatico e politico austriaco.

## Biografia

### I primi anni

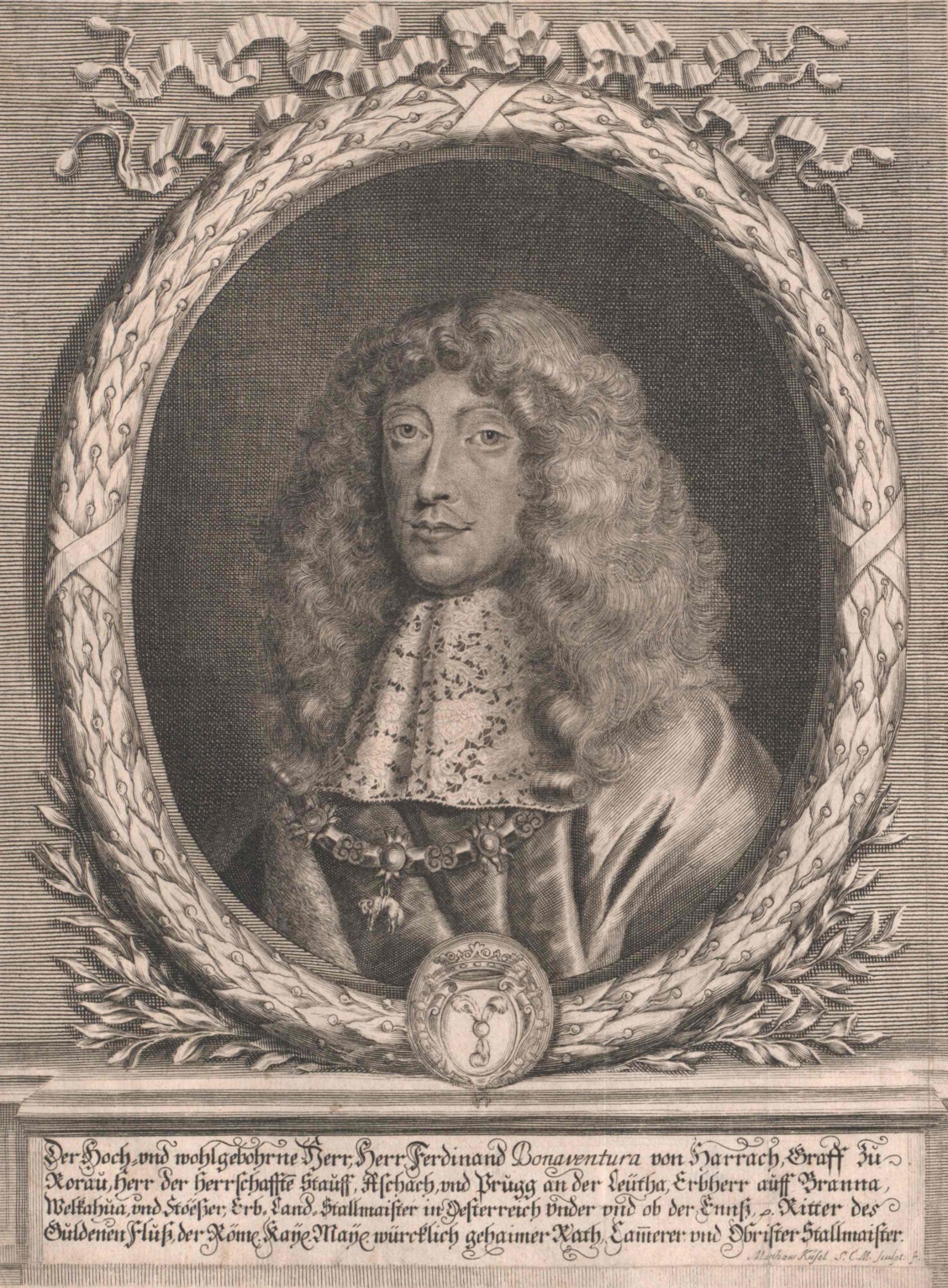
Ferdinand Bonaventura von Harrach in una stampa di metà Seicento

Membro di un'antica famiglia di origini ceche, Ferdinand Bonaventura fu l'unico figlio del colonnello imperiale Otto Bedrich von Harrach (1610–1639) e di sua moglie, Lavinia Gonzaga-Novellara (1610–1639). Da parte di padre era nipote del generale Albrecht von Wallenstein, mentre per parte di madre era imparentato con la famiglia dei duchi regnanti di Mantova. Era minorenne al momento della morte di entrambi i genitori e suo zio, il cardinale Ernesto Adalberto d'Harrach, divenne il suo tutore. Negli anni 1655–1657 compì un grand tour durante il quale fece tappa in Francia, Belgio e Germania, tornando a Vienna nel 1658 quando venne nominato ciambellano imperiale, prendendo parte con tale incarico all'incoronazione dell'imperatore Leopoldo I del Sacro Romano Impero, e ripartendo poco dopo alla volta dell'Italia.

### La carriera

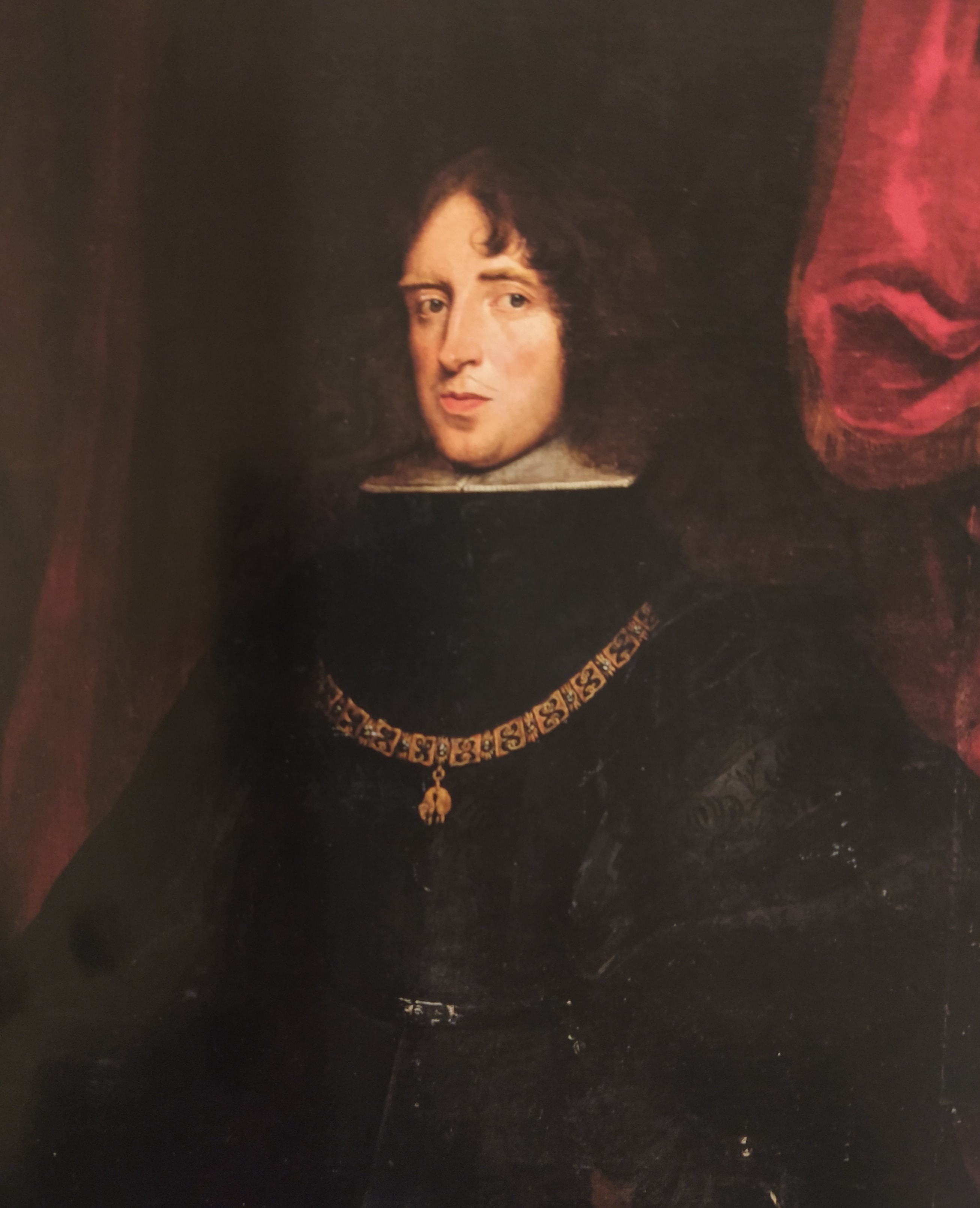
Ferdinand Bonaventura I von Harrach in un ritratto in abiti "alla spagnola" del 1663

Tornato stabilmente a Vienna, assunse una posizione di primo piano a corte come membro del consiglio imperiale (1663) e nel 1661 venne insignito dell'Ordine del Toson d'Oro, la più alta onorificenza imperiale. Come diplomatico, rappresentò l'imperatore a Parigi al battesimo di uno dei figli di Luigi XIV, col compito segreto da parte dell'imperatore di mediare affinché si potesse raggiungere un accordo proficuo con la Francia per una eventuale ritorno della corona spagnola nelle mani di quella imperiale come ai tempi di Carlo V. Questo suo progetto, fu ad ogni modo vanificato nel 1669 quando Luigi XIV riuscì a convincere due potenti stati dell'impero come l'elettorato di Brandeburgo ed il ducato di Baviera, ad allearsi con la Francia dietro prospettiva di cedere loro alcuni territori austriaci, oltre poi all'occupazione del ducato di Lorena da parte dei francesi. Questi fatti spinsero Leopoldo I e la politica estera imperiale a rivolgere le proprie attenzioni sempre più verso i Paesi Bassi e l'Inghilterra, tradizionali nemici della Francia.
Fu Hofmarschall della corte imperiale dal 1671 al 1674 nonché ambasciatore a Madrid nel 1673–1677. Anche durante la missione diplomatica presso la corte spagnola, la sua priorità fu sempre quella di mantenere la sua posizione a Vienna. Riuscì in questo intento e dopo il suo ritorno ottenne la carica di Supremo ciambellano imperiale (1677–1699), divenendo per lungo tempo una delle figure più influenti della monarchia asburgica. Dal 1677 fu anche membro del Consiglio privato. Nel 1697-1698 guidò un'altra missione diplomatica in Spagna, dove fu incaricato di difendere gli interessi degli Asburgo d'Austria contro la prevista estinzione della linea spagnola. Dopo il suo ritorno, completò la sua carriera come Hofmeister (1699–1705), assumendo in tale veste anche la presidenza del Consiglio Privato dell'imperatore e, alla fine del regno di Leopoldo I, determinò la direzione del governo in materia di politica estera. Perse l'incarico dopo l'ascesa al potere di Giuseppe I che impose un ricambio generazionale alle più alte cariche statali.
Morì a Karlovy Vary dove si era ritirato per alcune cure mediche, il 15 giugno 1706 all'età di 69 anni. È sepolto nella Augustinekirche di Vienna.

## Matrimonio e figli
Von Harrach sposò Johanna Theresia Lamberg (1639–1716), figlia dell'influente statista Johann Maximilian von Lamberg (1608–1682), e da questo matrimonio fu agevolato. I due si sposarono a Madrid, dove Johanna Teresia era dama di compagnia della regina di Spagna. La coppia, che soggiornò in Spagna per qualche tempo, tornò a Vienna con un gran numero di preziosi dipinti di maestri spagnoli che sono conservati presso i castelli di Rohrau e Hrádek u Nechanice. Dal loro matrimonio nacquero nove figli, tre dei quali morirono in tenera età:
- Karl (1 novembre 1662 – 13 novembre 1684), morto celibe e senza figli
- Maria Josepha (14/02/1663 Vienna – 14/12/1741 Salisburgo), sposò Johann Joseph von Khüenburg (19.4.1652 – 9.3.1726 Salisburgo)
- Franz Anton (2 ottobre 1665 Vienna – 18 luglio 1727 Salisburgo), principe-vescovo di Vienna (1702–1705) e principe-arcivescovo di Salisburgo (dal 1709 fino alla sua morte)
- Maximilian (9/9/1666 – 15/5/1668)
- Aloys Thomas Raimund (7/3/1669 Vienna – 7/11/1742 lì), diplomatico, supremo maresciallo della Bassa Austria (1715–1742), viceré di Napoli e Sicilia (1728–1733), sposò nel 1891 Maria Barbara von Šternberk (7 agosto 1674 – 18 giugno 1694 Vienna), in seconde nozze nel 1695 sposò Anna Cecilie von Thannhausen (14 marzo 1674 Graz - 15 febbraio 1721 Vienna), in terze nozze nel 1721 sposò Maria Ernestina von Ditrichštejn (13.7.1683 – 30.1.1744)
- Johann Camillus (*/† 1671)
- Franz (*/† 1674)
- Rosa Angela (23.2.1674 – 30.8.1742), sposò nel 1700 Philip Karl Buquoy (1673 – 4 marzo 1703)
- Johann Philipp (22 ottobre 1678 Vienna - 8 agosto 1764), feldmaresciallo, presidente del Consiglio di guerra di corte (1739–1764), celibe e senza figli

## Albero genealogico
|                                     |                                |                                   | Genitori                      |  |  | Nonni |  |  | Bisnonni               |  |  | Trisnonni                      |  |
|                                     |                                |                                   |                               |  |  |       |  |  | Leonhard V von Harrach |  |  | Leonhard IV von Harrach-Rohrau |  |
|                                     |                                |                                   |                               |  |  |       |  |  | Leonhard V von Harrach |  |  | Leonhard IV von Harrach-Rohrau |  |
|                                     |                                | Barbara von Windisch-Graetz       |                               |  |  |       |  |  | Leonhard V von Harrach |  |  |                                |  |
| Karl von Harrach                    |                                |                                   |                               |  |  |       |  |  | Leonhard V von Harrach |  |  |                                |  |
|                                     |                                | Maria Giacobba di Hohenzollern    | Carlo I di Hohenzollern       |  |  |       |  |  |                        |  |  |                                |  |
|                                     |                                | Maria Giacobba di Hohenzollern    | Carlo I di Hohenzollern       |  |  |       |  |  |                        |  |  |                                |  |
|                                     |                                | Maria Giacobba di Hohenzollern    | Anna di Baden-Durlach         |  |  |       |  |  |                        |  |  |                                |  |
| Otto Friedrich von Harrach          |                                | Maria Giacobba di Hohenzollern    |                               |  |  |       |  |  |                        |  |  |                                |  |
|                                     |                                | Maximilian von Schrattenbach      | Pankraz von Schrattenbach     |  |  |       |  |  |                        |  |  |                                |  |
|                                     |                                | Maximilian von Schrattenbach      | Pankraz von Schrattenbach     |  |  |       |  |  |                        |  |  |                                |  |
|                                     |                                | Maximilian von Schrattenbach      | Elisabeth Sauer von Kosiak    |  |  |       |  |  |                        |  |  |                                |  |
| Maria Elisabeth von Schrattenbach   |                                | Maximilian von Schrattenbach      |                               |  |  |       |  |  |                        |  |  |                                |  |
|                                     |                                | Anna von Grasswein                | Wilhelm von Grasswein         |  |  |       |  |  |                        |  |  |                                |  |
|                                     |                                | Anna von Grasswein                | Wilhelm von Grasswein         |  |  |       |  |  |                        |  |  |                                |  |
|                                     |                                | Anna von Grasswein                | Helena von Herberstein        |  |  |       |  |  |                        |  |  |                                |  |
| Ferdinand Bonaventura I von Harrach |                                | Anna von Grasswein                |                               |  |  |       |  |  |                        |  |  |                                |  |
|                                     | Alfonso I Gonzaga di Novellara | Alessandro I Gonzaga di Novellara |                               |  |  |       |  |  |                        |  |  |                                |  |
|                                     | Alfonso I Gonzaga di Novellara | Alessandro I Gonzaga di Novellara |                               |  |  |       |  |  |                        |  |  |                                |  |
|                                     | Alfonso I Gonzaga di Novellara | Costanza da Correggio             |                               |  |  |       |  |  |                        |  |  |                                |  |
| Camillo II Gonzaga di Novellara     | Alfonso I Gonzaga di Novellara |                                   |                               |  |  |       |  |  |                        |  |  |                                |  |
|                                     |                                | Vittoria di Capua                 | Giovanni Tommaso di Capua     |  |  |       |  |  |                        |  |  |                                |  |
|                                     |                                | Vittoria di Capua                 | Giovanni Tommaso di Capua     |  |  |       |  |  |                        |  |  |                                |  |
|                                     |                                | Vittoria di Capua                 | Faustina Colonna              |  |  |       |  |  |                        |  |  |                                |  |
| Lavinia Gonzaga di Novellara        |                                | Vittoria di Capua                 |                               |  |  |       |  |  |                        |  |  |                                |  |
|                                     |                                | Alfonso Felice d'Avalos           | Francesco Ferdinando d'Avalos |  |  |       |  |  |                        |  |  |                                |  |
|                                     |                                | Alfonso Felice d'Avalos           | Francesco Ferdinando d'Avalos |  |  |       |  |  |                        |  |  |                                |  |
|                                     |                                | Alfonso Felice d'Avalos           | Isabella Gonzaga              |  |  |       |  |  |                        |  |  |                                |  |
| Caterina d'Avalos                   |                                | Alfonso Felice d'Avalos           |                               |  |  |       |  |  |                        |  |  |                                |  |
|                                     |                                | Lavinia Feltria Della Rovere      | Guidobaldo II Della Rovere    |  |  |       |  |  |                        |  |  |                                |  |
|                                     |                                | Lavinia Feltria Della Rovere      | Guidobaldo II Della Rovere    |  |  |       |  |  |                        |  |  |                                |  |
|                                     |                                | Lavinia Feltria Della Rovere      | Vittoria Farnese              |  |  |       |  |  |                        |  |  |                                |  |
|                                     |                                | Lavinia Feltria Della Rovere      |                               |  |  |       |  |  |                        |  |  |                                |  |